# Microhyla perparva
Microhyla perparva är en groddjursart som beskrevs av Robert F. Inger och Karl J. Frogner 1979. Microhyla perparva ingår i släktet Microhyla och familjen Microhylidae. IUCN kategoriserar arten globalt som nära hotad. Inga underarter finns listade i Catalogue of Life.